# Richard Arnold Dümmer
Richard Arnold Dümmer ( 1887 Ciudad del Cabo - 2 de diciembre de 1922, Uganda ) fue un botánico sudafricano que recolectó en Sudáfrica, Kenia y Uganda.
Dümmer trabajó en los Jardines botánicos de Ciudad del Cabo, antes de unirse al Real Jardín Botánico de Kew como jardinero en 1910. En 1911 fue asistente del profesor Augustine Henry y ayudó en la preparación de la obra de Elwes y Henry The Trees of Great Britain and Ireland para su publicación. Dümmer trabajó en el herbario y bibliotecas de Kew, en el British Museum, la Sociedad linneana de Londres, en las universidades de Cambridge, Oxford y Edimburgo. Publicó notas taxonómicas sobre Agathosma, Eugenia, Bruniaceae, Alepidea, Lotononis, Pleiospora, Combretaceae, Adenandra, Acmadenia.
En 1914, estuvo empleado por la Kivuvu Rubber Company de Kampala, usando esa oportunidad para recolectar plantas fanerógamas y hongos. También organizó expediciones botánicas al monte Elgon y al cráter del monte Longonot. Luego pasó un año en Ciudad del Cabo, identificando y procesando sus colecciones.
Su vida y su carrera fueron interrumpidas por un accidente de moto en la ruta de Jinji, en Kampala.

## Algunas publicaciones

### Libros
- 1912. An Enumeration of the Bruniaceae. Ed. West, Newman. 37 pp.

## Honores
Fue conmemorado con el Galardón Anual Kew Guild' del "Premio Dümmer Memorial" al estudiante que presente la mejor colección de plantas británicas. Sus identificaciones de especímenes superaron 20.000 y se encuentran almacenadas en PRE, SAM, NH, BM, E, K, MO, P y US.

### Eponimia
- (Asclepiadaceae) Caralluma dummeri (N.E.Br.) A.C.White & B.Sloane[2]

- (Asteraceae) Bothriocline dummeri (S.Moore) Wild & G.V.Pope[3]

- (Clusiaceae) Hypericum × dummeri N.Robson[4]

- (Dichapetalaceae) Dichapetalum dummeri M.B.Moss[5]

- (Fabaceae) Sesbania dummeri E.Phillips & Hutch.[6]

- (Poaceae) Diplachne dummeri Stapf & C.E.Hubb.[7]

- (Rutaceae) Agathosma dummeri E.Phillips[8]

- (Sapindaceae) Allophylus dummeri Baker f.[9]

- La abreviatura «Dümm.» se emplea para indicar a Richard Arnold Dümmer como autoridad en la descripción y clasificación científica de los vegetales.[10]